# Maggie Aderin-Pocock

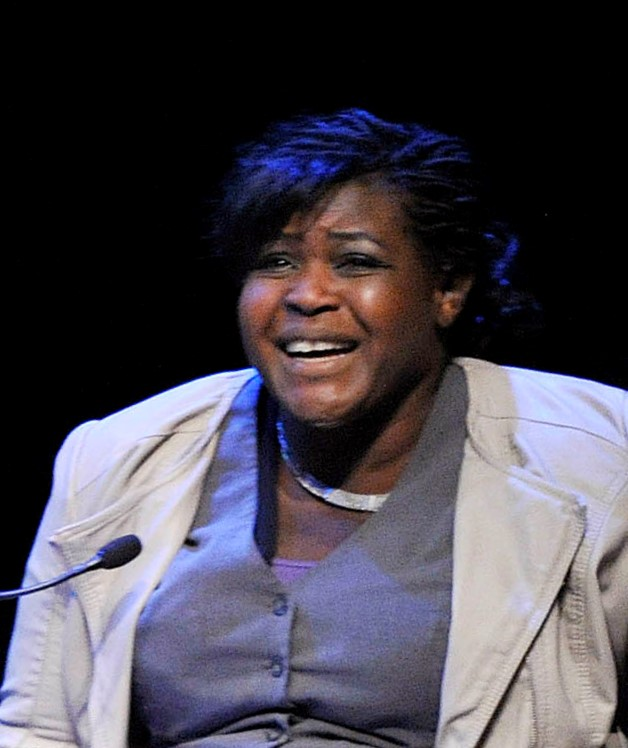
Maggie Aderin-Pocock (2015)

Dame Margaret „Maggie“ Ebunoluwa Aderin-Pocock (geborene Aderin, * 9. März 1968 in London) ist eine nigerianisch-britische Weltraumwissenschaftlerin und Wissenschaftspädagogin. Sie ist Honorary Research Associate am Institut für Physik und Astronomie des University College London.

## Leben und Werk
Aderin-Pocock wurde als Tochter der nigerianischen Eltern Caroline Philips und Justus Adebayo Aderin geboren und wuchs in Camden, London, auf. Sie studierte am Imperial College London, schloss 1990 ihr Studium mit einem Bachelor of Science in Physik ab und promovierte 1994 bei Hugh Spikes in Maschinenbau. Von 1996 bis 1999 arbeitete sie bei der Defense Evaluation and Research Agency, einer Zweigstelle des britischen Verteidigungsministeriums an einem Raketenwarnsystem und Landminenerkennung und leitete nach einer Beförderung eine Landminenerkennungsgruppe. Danach arbeitete sie am University College London und konnte 1999 mit einem Stipendium des Science and Technology Facilities Council an einem hochauflösenden Spektrographen für das chilenische Gemini-Teleskop arbeiten. 2002 heiratete sie Martin Pocock und bekam 2010 eine Tochter. Seit 2006 ist sie als wissenschaftliche Mitarbeiterin am UCL Department of Science and Technology Studies tätig. Seit 2009 arbeitete sie im Medienbereich und war zunächst als wissenschaftliche Beraterin für die Serie Paradox tätig. Seit 2014 präsentierte sie die langjährige astronomische Fernsehsendung The Sky At Night. Sie wurde vom Evening Standard auf einer Liste von 14 „Inspirierenden schwarzen britischen Frauen im Laufe der Geschichte“ genannt neben Mary Seacole, Claudia Jones, Adelaide Hall, Margaret Busby, Olive Morris, Joan Armatrading, Tessa Sanderson, Doreen Lawrence, Connie Mark Sharon White, Malorie Blackman, Diane Abbott und Zadie Smith. Seit 2023 ist die Kanzlerin der Universität Leicester.

## Sonstiges
Anlässlich des Internationalen Frauentages 2023 wurde Aderin-Pocock als eine von sieben weiblichen MINT-Führungskräften aus aller Welt mit einer nach ihrem Vorbild gestalteten Barbie-Puppe geehrt.

## Auszeichnungen
- 2005: Certificate of Excellence, Champions Club UK
- 2006: Woman of Outstanding Achievement, URKC
- 2006: Science & Technology Facilities Council (STFC) Fellowship in Science in Society am UCL
- 2008: STFC Fellowship in Science in Society am UCL
- 2008: „Friday Night Discourse“ an der Royal Institution
- 2008: The British Science Association Isambard Kingdom Brunel Award Lecture
- 2008: Winner Arthur C Clark Outreach Award for Promotion of Space
- 2009: Red Hot Women Award, Red magazine, Pioneering-Kategorie
- 2009: UK Power List, aufgeführt als eine der 100 einflussreichsten schwarzen Personen im Vereinigten Königreich
- 2009: Ehrendoktor der Staffordshire University
- 2009: Member des Order of the British Empire (MBE)
- 2010: Honorary fellowship, British Science Association
- 2010: STFC Fellowship in Science in Society am UCL
- 2010: Thema in einer Episode von Desert Island Discs, BBC Radio 4
- 2011: New Talent Award, WFTV (Women in Film and Television)
- 2012: UK Powerlist, aufgeführt als eine der 100 einflussreichsten schwarzen Personen im Vereinigten Königreich
- 2013: UK Power List, aufgeführt als eine der 100 einflussreichsten schwarzen Personen im Vereinigten Königreich
- 2013: Out of the box thinking award, Yale University Centre for Dyslexia
- 2014: Ehrendoktor der University of Bath
- 2016: Powerlist, aufgeführt als sechsteinflussreichste schwarze Britin
- 2017: Ehrendoktor der Loughborough University
- 2020: Kelvin Medal des Institute of Physics
- 2024: Nobilitierung als Dame Commander des Order of the British Empire (GBE)[3]

## Veröffentlichungen (Auswahl)
- The Knowledge: Stargazing. Quadrille Publishing, 2015, ISBN 978-1-84949-621-6.
- P. M. Cann, M. Aderin, G. J. Johnston, H. A. Spikes: An Investigation into the Orientation Oflubricant Molecules in Ehd Contacts. In: D. Dowson, G. Dalmaz, T. H. C. Childs, C. M. Taylor, M. Godet (Hrsg.): Wear Particles: From the Cradle to the Grave. Elsevier Science Publishers, 1992, ISBN 0-444-89336-9, S. 209–218.